# Mario Brignoli
Mario Brignoli (* 20. Februar 1902 in Mailand; † 8. Januar 1990 in Gorgonzola) war ein italienischer Geher.
Im 50-km-Gehen wurde er bei den Leichtathletik-Europameisterschaften 1934 in Turin Vierter und kam bei den Olympischen Spielen 1936 in Berlin auf den 18. Platz.
Seine persönliche Bestzeit über diese Distanz von 4:42:45 h stellte er 1936 auf.